# LEGO Power Miners
LEGO Power Miners is een LEGO-thema dat sinds 2009 bestaat. 
De eerste serie bestond uit tien sets. In de tweede serie werden hier nog zes sets aan toegevoegd. Lego Power Miners gaat over lego-mannetjes die op zoek gaan naar kristallen in mijnen. Ze worden hierbij tegengewerkt door zogenaamde 'Rotsmonsters' voor wie de kristallen voedsel is. In de tweede serie is er een afgeleid volkje de tegenstander, de zogenaamde 'Lava-monsters'.
De eerste serie wordt gekenmerkt door de huisstijlkleuren zwart, oranje en lichtgroen. In de tweede serie is dit zwart, lichtgroen en cyaanblauw, zwart.
De serie LEGO Power Miners is gedeeltelijk gebaseerd op de vroegere serie LEGO Rock Raiders wat zich in de ruimte afspeelde.